# North Shore Knights
North Shore Knights byl profesionální kanadský klub ledního hokeje, který sídlil v Kingsvillu v provincii Ontario. Založen byl v roce 2017 po přestěhování týmu St. Clair Shores Fighting Saints do Kingsvillu. Do profesionální FHL vstoupil v ročníku 2017/18. Zanikl v roce 2018. Své domácí zápasy odehrával v hale Kingsville Arena Complex. Klubové barvy byly modrá a oranžová.

## Přehled ligové účasti
Zdroj: 
- 2017–2018: Federal Hockey League